# 課時
課時，一個沒有統一標準的教學時間计量单位，可理解為多少「節」課。例如中國武汉市教育局，一至六年级每课时40分钟，七至九年级每课时45分钟。

## 壓縮「不重要」科目課時
在中华人民共和国义务教育，體育科應佔總課時10-11%，但普遍有被語文課和數學課挪用課時的陋習。推普後，全國學校普遍對當地方言不設任何課時，在2010年代起開始極小規模開展。

## 引用文獻
1. ↑  . 武汉市教育局. 2019-07-05  [2020-12-21]. （原始内容存档于2020-12-21）.
2. ↑  . 教育部. 2004-11-08  [2020-12-21]. （原始内容存档于2020-12-21）.